# SEGA創造球會
《SEGA創造球會》（或稱「創造球會」）是由世嘉開發的足球手機游戏。本作取得了「FIFPro」(國際職業足球員協會)正式授權，并於2013年在日本发行，2014年由代理公司智傲網絡娛樂在香港地区分别於7月23日及7月30日在Android平台和iOS平台上推出。
《創造球會》最早推出於96年在世嘉土星上推出名為《J LEAGUE 创造球会》，其後於2002年於PS2、DC上推出了《創造球會2002》，經過11年終於在手機平台登場。

## 大事記
- 2013年：《SEGA創造球會》於日本推出。
- 2014年6月：取得「FIFPro」(國際職業足球員協會)授权。
- 2014年7月：《SEGA創造球會》於香港推出繁體中文版。

## 外部連結
- 官方网站（日語）
- 官方網站（页面存档备份，存于）（繁體中文）